# Arbi Chakaev
Arbi Chakaev (russisch Арби Маирбекович Чакаев, Arbi Mairbekowitsch Tschakajew; * 13. Oktober 1990 in Proletarsk) ist ein österreichischer Profi- und Bare-Knuckle-Boxer russischer Herkunft.

## Boxkarriere
Arbi Chakaev boxte als Amateur für den Tiroler BC Unterberger in Wörgl. Er wurde 2010, 2011, 2012 und 2013 Österreichischer Meister im Mittelgewicht, sowie 2014 Österreichischer Meister im Halbschwergewicht. 
Er war Teilnehmer der Weltmeisterschaft 2011 in Baku, wo er im zweiten Kampf gegen den Kubaner Emilio Correa ausschied. Beim europäischen Olympia-Qualifikationsturnier 2012 in Trabzon unterlag er in der Vorrunde gegen den russischen Europameister Maxim Koptjakow. Ende des Jahres 2012 startete er auch bei der ersten U22-Europameisterschaft in Kaliningrad und verlor im Achtelfinale gegen Maxim Timofejew. Bei der Europameisterschaft 2013 in Minsk schied er ebenfalls im Achtelfinale gegen Jason Quigley aus.

## Ergebnisse internationaler Turniere (Auswahl)
- Oktober 2009: 2. Platz beim Dolomiten Cup in Österreich[10]
- Oktober 2010: 2. Platz beim Dolomiten Cup in Österreich[11]
- September 2011: 2. Platz beim Nations Cup in Österreich[12]
- Oktober 2011: 1. Platz beim Dolomiten Cup in Österreich[13]
- März 2012: 1. Platz beim Vienna Box Cup in Österreich[14]
- März 2012: 2. Platz beim Grand Prix Ústí in Tschechien[15]
- Juni 2012: 2. Platz beim Slovakian Grand Prix in Slowakei[16]
- Oktober 2012: 3. Platz beim Tammer-Turnier in Finnland[17]
- März 2013: 3. Platz beim Chemiepokal in Deutschland[18]

## Profiboxkarriere
2016 gewann er zwei Profiboxkämpfe in Deutschland.

## Bare-Knuckle-Karriere
Am 10. Februar 2024 bestritt er sein Bare-Knuckle-Debüt bei Sparta Championship Fighting (Sparta CF) in Wien und gewann nach Punkten gegen Vladimír „Iron“ Hájek. Am 12. Oktober 2024 kämpfte er bei Bare Knuckle Fighting Championship (BKFC) in Marbella und siegte bei dem auf DAZN-Spanien übertragenen Event durch TKO in Runde 1 gegen Jose „Jacare“ Daniel.

## Sonstiges
Arbi Chakaev flüchtete zusammen mit seiner Mutter, seinem Bruder und seiner Schwester vor dem Krieg in Tschetschenien. Sein Vater kam bei den Kampfhandlungen ums Leben. Er war anfangs im Flüchtlingslager Traiskirchen untergebracht und lebte später in Tirol. Seit dem 18. April 2011 besitzt er die österreichische Staatsbürgerschaft.